# 君の知らない物語
『君の知らない物語』（きみのしらないものがたり）は、supercellの1枚目のシングル。2009年8月12日にSony Recordsから発売された。

## 概要
クリエイターチーム、supercellのメジャーデビューシングル。ボーカルには、ニコニコ動画にて2008年3月まで「メルト」をはじめ多くの楽曲をカバーした動画をUPしてきたガゼルことnagi（やなぎなぎ）が参加している。その他、ギター：西川進、ピアノ：渡辺シュンスケ、ベース：山口寛雄、ドラム：玉田豊夢、ミキシング：牧野英司が今回レコーディングに参加した。
シングルのジャケットイラストは三輪士郎。封入特典の『化物語』ステッカーイラストはredjuice（共にsupercellメンバー）。初回限定版には「君の知らない物語」ビデオクリップ、『化物語』ワイドキャップステッカー同梱。ミュージックビデオの主演は福永マリカ。
「君の知らない物語」の歌詞は心情は『化物語』に登場する羽川翼、星座の件は戦場ヶ原ひたぎを連想させるが、作詞をしたryoは特定の誰かを想定して作詞したわけではないと言っている。

## 収録曲
| 全作詞・作曲・編曲: ryo。 |                                                                  |       |            |      |
| #                         | タイトル                                                         | 作詞  | 作曲・編曲 | 時間 |
| 1.                        | 「君の知らない物語」(UHFアニメ『化物語』エンディングテーマ)      | ryo   | ryo        | 5:41 |
| 2.                        | 「LOVE & ROLL」(アニプレックス配給アニメ映画『CENCOROLL』主題歌) | ryo   | ryo        | 4:54 |
| 3.                        | 「theme of "CENCOROLL"」                                         | ryo   | ryo        | 1:25 |
| 4.                        | 「君の知らない物語」(TV Edit)                                    | ryo   | ryo        | 1:33 |
| 5.                        | 「君の知らない物語」(Instrumental)                               | ryo   | ryo        | 5:41 |
| 合計時間:                 | 合計時間:                                                        | 19:14 |            |      |

## 演奏
君の知らない物語
- nagi：Vocal
- 西川進：Guitars
- 山口寛雄：Bass
- 玉田豊夢：Drums
- 渡辺シュンスケ：Piano

LOVE & ROLL
- nagi：Vocal
- 高間有一：Bass
- ryo：Programming, All Other Instruments

theme of "CENCOROLL"
- 大越王起也：Guitar
- ryo：Programming, All Other Instruments

## 収録アルバム
| 曲名             | 収録アルバム                          | 発売日        | 備考                  |
| ---------------- | ------------------------------------- | ------------- | --------------------- |
| 君の知らない物語 | 『Today Is A Beautiful Day』          | 2011年3月16日 | 2ndオリジナルアルバム |
| 君の知らない物語 | 『歌物語 -〈物語〉シリーズ主題歌集-』 | 2016年1月6日  |                       |
| LOVE & ROLL      | 『Today Is A Beautiful Day』          | 2011年3月16日 | 2ndオリジナルアルバム |

## チャート成績・評価
オリコンシングルデイリーチャートで発売から2か月以上にわたりトップ20位以内にランクインした。登場回数は66回と、1年以上にわたり週間200位内にランクインし続け、初動3.0万枚から累積10.5万枚と3.5倍もの売上を記録するロングヒットとなった。
2019年3月1日には、ソニー・ミュージックエンタテインメントのアニメソング人気投票キャンペーン「平成アニソン大賞」において作品賞（2000年 - 2009年）に選出された。

## 君の知らない物語のカバー
- 流田Project - アルバム『流田P』収録（2010年12月1日発売）
- 米倉千尋 - アルバム『泣けるアニソン』収録（2011年3月16日発売）
- ハルシヲン - シングル『ただいま。』収録（2011年7月30日発売、コミックとらのあな流通）
- 岩男潤子 - アルバム『Anison A to Z』収録（2013年1月23日発売）
- The Sketchbook - アルバム『超新世代アニソンBEST！！2000年代編〜The Sketch Rock〜』収録（2014年2月26日発売）
- 神谷奈緒（松井恵理子） - アルバム『THE IDOLM@STER CINDERELLA MASTER Cool jewelries! 002』収録（2014年12月17日発売）
- 二代目アニメタル - アルバム『ANIMETAL THE SECOND』収録（2015年3月25日発売）
- 遠藤正明 - アルバム『ENSON3 〜COVER SONGS COLLECTION Vol.3〜』収録（2015年10月7日発売）
- 石川綾子 - アルバム『ANIME CLASSIC』収録（2015年12月9日発売）[6]、アルバム『ジャンルレス THE BEST』収録（2017年9月13日発売）
- 小川みか - カバー集配信シングル『JAPAN ANIME SONG COLLECTION Vol.36』収録（2016年7月14日発売）
- アイドルネッサンス - シングル『君の知らない物語』収録（2016年7月26日発売）
- ウォルピスカーター - アルバム『ウォルピス社の提供でお送りしました。＜初回生産限定盤＞』収録（2017年2月22日発売）
- ClariS - シングル『SHIORI』収録（2017年9月13日発売）
- Lia - アルバム『REVIVES -Lia Sings beautiful anime songs-』収録（2018年4月25日発売）
- 鶫真衣 陸上自衛隊中部方面音楽隊 - アルバム『いのちの音』収録（2018年6月27日発売）
- 天月-あまつき- - シングル『スターライトキセキ／Ark＜初回限定盤B＞』収録（2019年6月26日発売）
- Ayasa - 配信アルバム『ANISONG COVER NIGHT Vol.3』収録[7]（2020年7月1日発売）
- 森内寛樹 - アルバム『Sing;est』収録（2021年1月20日発売）
- 秋田知里 - ミニアルバム『C』収録（2021年2月14日発売）
- 神楽めあ - カバー集配信アルバム『SPOTLIGHT vol.1』収録（2021年3月24日発売）
- UNIONE - ミニアルバム『GOOD GAME』収録（2021年7月28日発売）
- Rain Drops - アルバム『バイオグラフィ<初回限定盤B>』収録（2021年9月22日発売）
- 凛々咲 - カバー集配信アルバム『V-TUNE ～ANISON～』収録（2022年4月27日発売）
- 花澤香菜（カバーソングプロジェクト『CrosSing - Music＆Voice-』関連曲[8]） - 配信シングル「君の知らない物語 - from CrosSing」収録（2022年6月1日発売）、アルバム『CrosSing Collection vol.1』収録（2022年9月21日発売）
- 三宅由佳莉（海上自衛隊東京音楽隊所属） - アルバム『Departure〜新たな船出』収録（2023年8月30日発売）
- SorAZ（ときのそら、AZKi） - 配信シングル『君の知らない物語』収録（2024年11月27日発売）
- ダイアナ・ガーネット - 配信シングル『君の知らない物語 (Alice Thymefield Version)』収録（ 2025年8月7日発売）

## 関連作品
- チュウニズム - セガから2015年に発売された業務用の音楽ゲーム。『君の知らない物語』を収録。
- maimai - 同上。
- オンゲキ - 同上。